# 한양도성
서울 한양도성(서울 漢陽都城, Hangyangdoseong Capital City Wall)은 대한민국 서울특별시에 있는 옛 성으로 조선 시대 한양의 도심부를 둘러싼 도성(都城)이다. 좁은 의미로는 도심부를 둘러싼 성곽과 문을 지칭하나, 넓은 의미로는 성곽과 그 안의 공간을 말한다. 조선 시대에는 줄여서 한성(漢城)으로 불렸으며, 사적으로서의 명칭은 지정 당시 서울성곽(Seoul City Wall)으로 정했다가 2011년 현재의 명칭으로 바뀌었다.
한양도성은 1396년 태조 때 도성축조도감을 설치하여 도감을 맡은 심덕부에 의해 일차적으로 완공되었고, 세종, 숙종, 순조 시기에 보수 공사를 거쳤다. 일제강점기와 6.25 전쟁을 거치며 상당한 구간이 훼손되었으나, 1974년 박정희 정권 시기부터 복원사업이 진행돼 2013년 기준으로 총길이 18,627m 중 약 70% 구간이 남아 있다. 2012년 11월 23일, 유네스코 세계문화유산 신청자격이 부여되는 세계유산 잠정목록에 등재되었으나, 2017년 3월 등재 불가 통보를 밟으면서 무산되었다.

## 한양도성에 해당하는 행정구역

### 조선시대

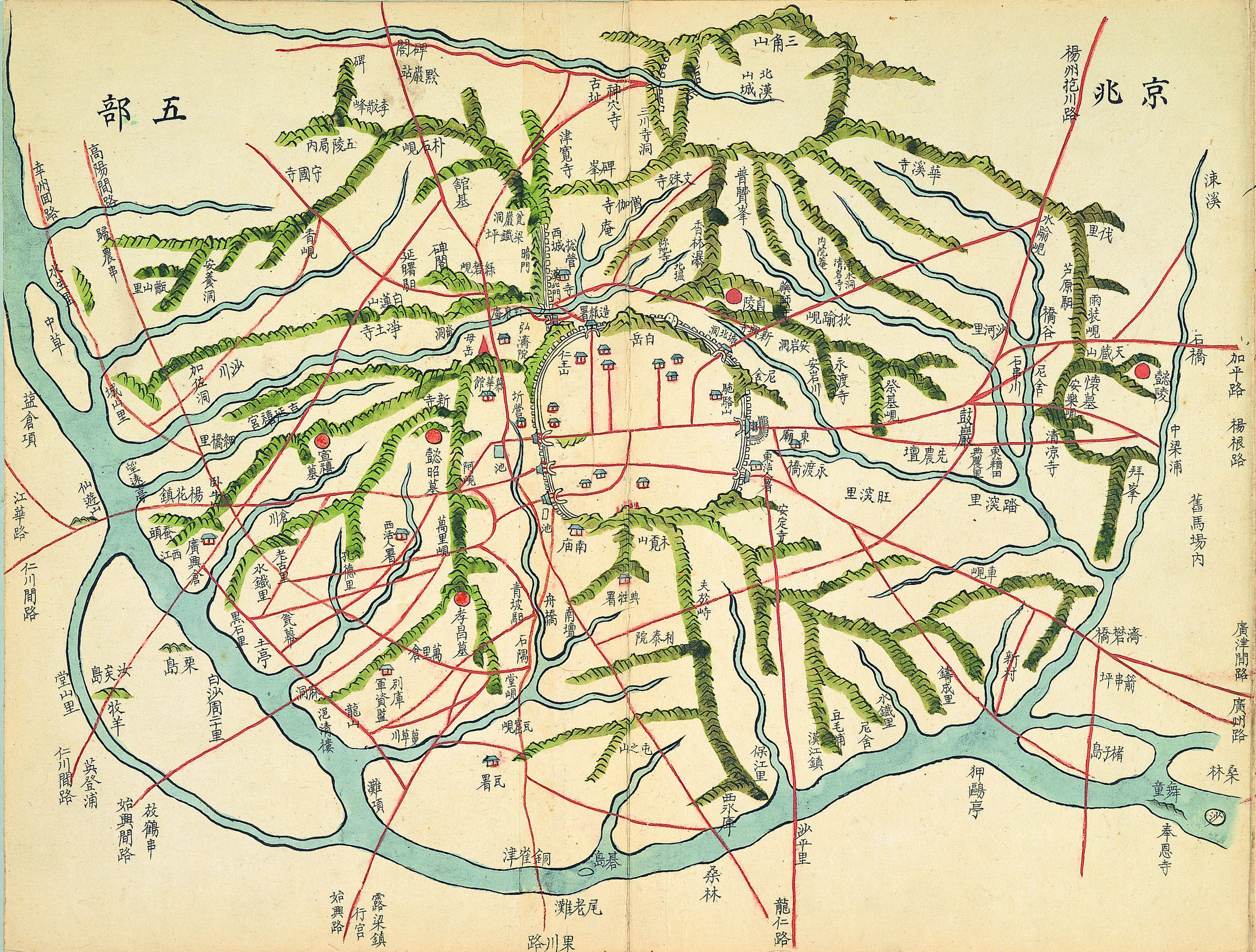
한양도성은 한양의 성내(城內) 지역과 성저십리(城底十里) 지역을 가르는 기준이었다.

조선의 수도 한양은 계획도시로서 1394년 9월에 그 터를 정하고 같은 해 10월부터 궁궐과 관청, 성곽 등을 건축하였는데, 한양도성은 그 중 도심부를 둘러싼 방어시설로서의 성곽에 해당한다.:96–111
이때 한양도성은 수도 한양의 경계를 구분짓는 시설이 아니었으며, 수도 한양의 범위는 초창기부터 성곽 내부의 도심과 성곽으로부터 10리까지의 외부 교외지역을 모두 포함하는 개념이었음에 유의할 필요가 있다. 성곽 내부 지역은 성내(城內), 성중(城中) 또는 경중(京中) 지역으로 불렸으며, 성곽으로부터 10리 내의 외부 교외지역은 성저십리(城底十里)라고 불렸다.:90–100
다만 성저십리 지역은 성내 지역과 같이 한성부가 직접 관할하는 지역이었음에도 불구하고, 거주 인구가 적다는 등의 사정으로 인해 종종 한성부에 이웃한 경기도의 요역(徭役) 징발에 노출되기도 하였다. 성저십리 지역의 거주민들이 한성부 관할 지역 거주민으로서의 부담을 질 뿐만 아니라 이웃한 경기도에 대해서도 부담을 지는 이중적 부담구조가 완전하게 해소된 것은 1788년 무렵으로, 이때부터 조선은 성저십리 지역이 한성부가 관할하는 수도 한양 오부의 일부로서 오직 한성부에 대해서만 부담을 진다는 것을 명확히 하였다.:124–130

### 현황

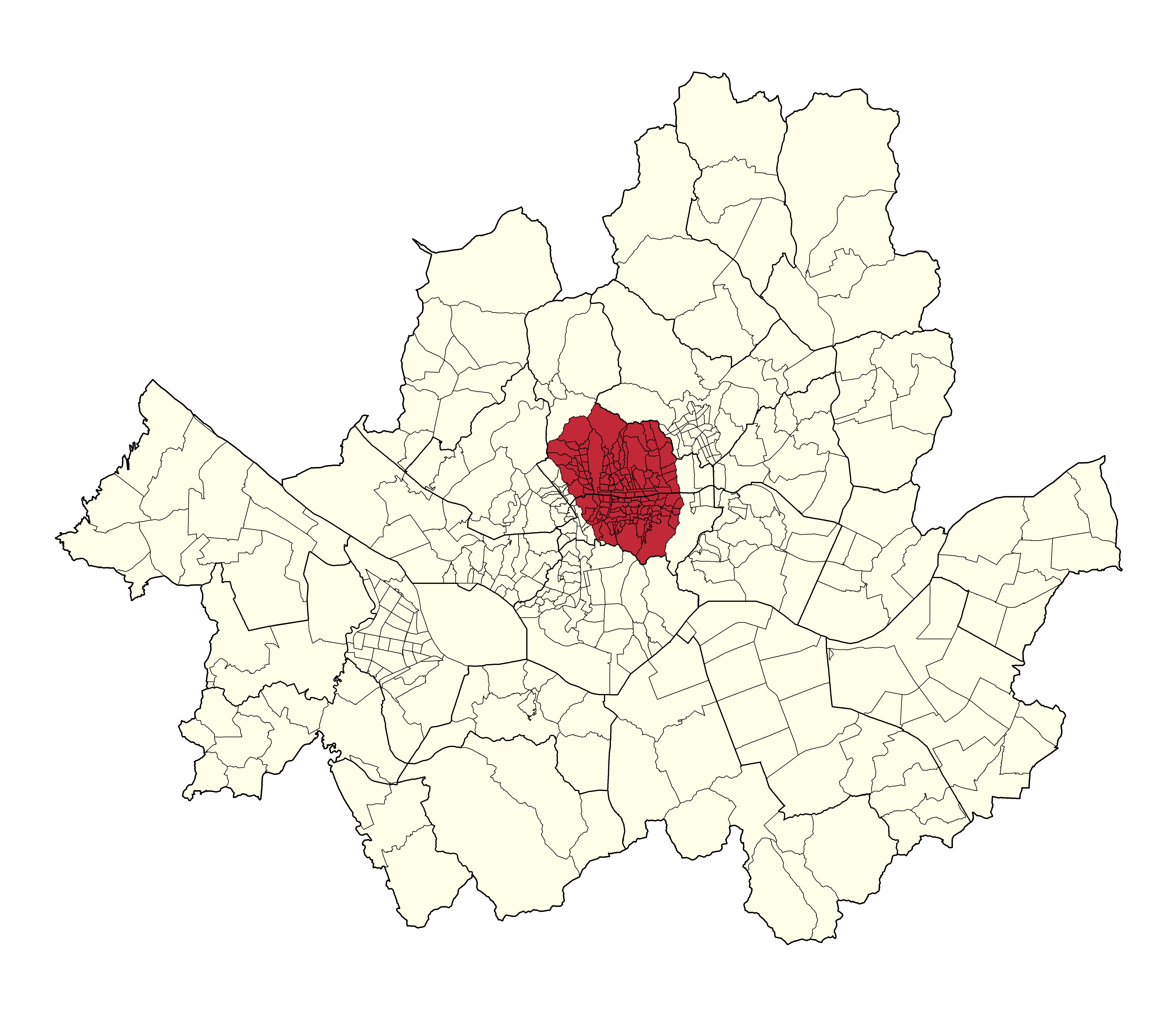
한양도성에 해당하는 행정구역

행정동을 기준으로 할 경우, 현재 한양 도성 내의 행정구역은 종로구 8개동 및 중구 7개동에 해당한다.
조선시대부터 근대기를 거치면서 성벽을 기준으로 행정동이 나뉘었다.
소실된 구역에 대해서는 성벽은 남아있지 않아도 지적도와 행정동을 기준으로 성벽의 위치를 정확하게 알 수 있다.
하지만 동대문 디자인 플라자, 이화여고, 한양공고일원에서 과거의 성벽을 넘어 행정구역이 설정된 구역이 손에꼽을만큼 드물게 존재한다.
- 종로구(8개동) - 청운효자동, 사직동, 삼청동, 가회동, 종로1·2·3·4가동, 종로 5·6가동, 이화동, 혜화동

- 중구(7개동) - 소공동, 회현동, 명동, 필동, 장충동, 광희동, 을지로동

현재 서울특별시는 한양도성을 기준으로 내부 지역에 한하여 '녹색교통지역'을 설정, 이지역에 진입하는 전국의 배출가스 5등급 차량에 대해 진입제한을 실시하고 있다.

## 역사

### 축성과 개수

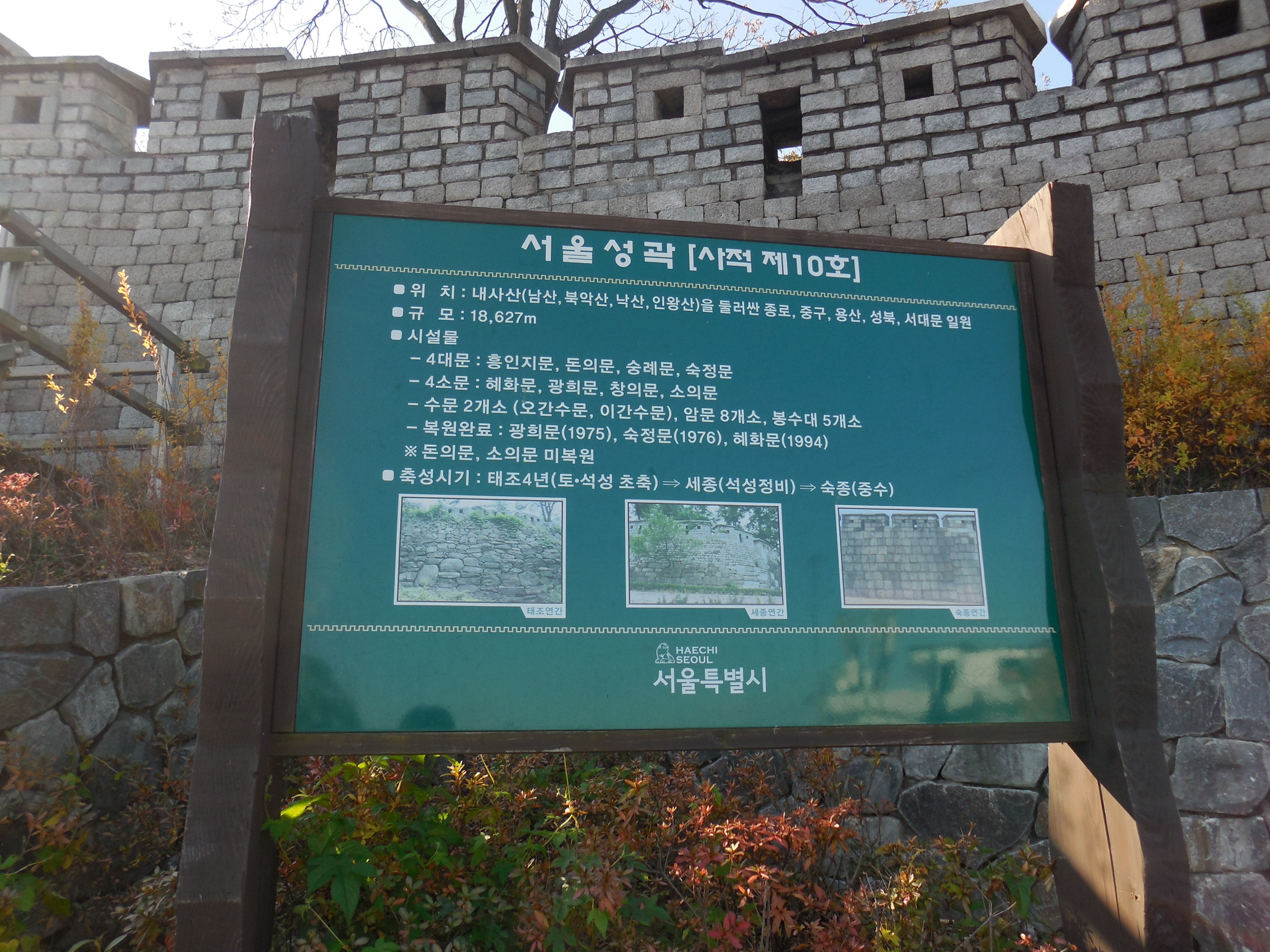
시대별 축성 기법을 설명하는 표지판 (2015년)

1395년(태조 4년) 한양(지금의 서울)을 방위하기 위한 도성을 쌓으려고 도성축조도감(都城築造都監)을 설치하고 정도전에게 명하여 성터의 조사 측정을 실시하였다. 이듬해 음력 1월 9일 전국에서 징발한 장정 11만 8천 7백여 명을 동원하여 축성을 시작하였는데, 길이가 9970보(步 : 1보는 6자)이고 높이가 40자 2치인 도성을 97구간으로 나누어 각 구간마다 천자문에 따른 번호를 하늘 천(天) 자부터 조상할 조(弔) 자까지 붙였다. 전후 98일 만에 북악산·낙산·남산·인왕산을 따라 성벽의 축조를 완료하였다.
1396년(태조 5년) 음력 9월 24일 성문을 모두 완성하였다. 정북(正北)쪽에는 숙청문(肅淸門), 동북(東北)쪽에는 홍화문(弘化門), 정동(正東)쪽에는 흥인문(興仁門), 동남(東南)쪽에는 광희문(光熙門), 정남(正南)쪽에는 숭례문(崇禮門), 소북(小北)쪽에는 소덕문(昭德門), 정서(正西)쪽에는 돈의문(敦義門), 서북(西北)쪽에는 창의문(彰義門)을 두었으며, 수문 1소(所)를 두었다.
1422년(세종 4년)에 흙으로 쌓은 곳을 모두 돌로 다시 쌓는 등 봉족(奉足)과 잡색(雜色) 32만 2천 4백 명을 동원하여 38일 만에 대대적으로 성곽을 고쳤다. 1451년(문종 1년)에도 성을 고쳤지만 임진왜란 때 일부가 부서졌다. 1616년(광해군 8년)에 개수하였으나 병자호란 때 다시 부서졌다. 병자호란 때 청나라와 맺은 약조 중에 성벽을 쌓지 않고 보수도 하지 않는다는 조항이 있어 부서진 채로 방치되다가, 1704년(숙종 30년) 이조판서 이유(李儒)의 주장으로 5군문(五軍門)의 장정을 동원하여 1711년(숙종 37)까지 수축하였으며, 1743년(영조 19년)에 다시 고쳤다. 그밖에도 효종·현종·영조·순조 시대에 부분적인 개수를 행했으나 현재 남아 있는 서울의 성곽은 대체로 태조·세종·숙종·순조 때의 것이다.
태조 시기에 지어진 성은 자연석을 거칠게 갈아서 사용하였으며, 아래쪽은 큰 돌을 사용하고 위로 갈수록 작은 돌로 축성하였다. 세종 시기에 지어진 성은 좀더 직사각형의 모습을 띠고 있으나, 돌과 돌을 갈아 자연스럽게 이으려 하였다. 숙종 또는 순조 시기에는 직사각형으로 돌을 잘라서 축성하였다.

### 철거와 복원
1907년(고종 44년) 6월에는 이완용 등의 주장에 의하여 도성을 철거하기로 정하였고, 이를 위하여 같은 해 7월 30일에 성벽처리위원회를 마련하였다. 1907년 9월부터 숭례문의 북쪽 성벽을 철거하고 남지를 매립하였으며, 1908년 3월에는 흥인지문의 좌우 성벽을 헐었다. 이는 전차 선로의 부설과 관련되어 있었다. 또 1908년 9월에는 소의문과 숭례문 좌우의 성벽 총 77간을 파괴하였다.
일제강점기의 도시계획과 한국 전쟁으로 성문과 성벽이 많이 파괴되었다. 서대문과 청량리 사이의 전차를 부설하면서 서대문과 동대문의 일부를 헐어내었고, 광화문과 용산 사이의 전차를 부설하면서 숭례문 부근을 역시 헐어내었다. 일제 강점기에는 산성을 제외한 평지에 있던 성곽은 모두 헐리어 현재의 모습과 같이 되었다. 하지만 최근 6.25전쟁 때에도 평지의 도성이 남이 있었다는 사진이 등장하였다.
1974년 박정희 대통령의 국방 유적 보존 및 정비 지시에 따라 구자춘 서울특별시장이 본격적으로 복원사업을 시작하였다. 1975년 광희문 문루 복원을 시작으로 훼손된 체성과 여장 복원, 주변 가옥 매입 등이 지속적으로 이루어졌다. 1975년부터 삼청지구(창의문~숙정문) 복원에 이어 2012년 9월까지 진행된 인왕산 정상 구간까지 총 길이 18,627m 중 69%인 12,771m의 복원작업이 완료되었다. 2013년 5월 4일 숭례문 복구 기념식과 함께 숭례문 남동측 광장구간 성벽 복원까지 마무리되었으며, 앞으로 남산 구간, 시장공관 구간이 추가로 복원될 예정이다.

## 세계문화유산 잠정목록 등재
2012년 11월 23일, 서울한양도성이 유네스코 세계문화유산 잠정목록에 등재되었다. 세계현존수도 중 최장기간인 514년(1396~1910) 동안 도성 역할을 수행하였고, 내사산의 능선을 따라 자연친화적으로 축조된 점 등이 세계유산적 가치로 평가받았다. 잠정목록에 오르면 1년 뒤부터 세계유산 등재신청 자격이 부여된다.
한양도성은 UNESCO 등재기준의 다음 항목에 부합한다.

(2) 오랜 시간 동안 또는 세계의 일정 문화지역 내에서 일어난 건축, 기술, 기념비적 예술, 도시계획 또는 조경 디자인의 발전에 있어 인간 가치의 중요한 교류를 보여주어야 한다.

(3) 문화적 전통 또는 현존하거나 이미 사라진 문명의 독보적이거나 적어도 특출한 증거가 되어야 한다.

(4) 인류 역사의 중요한 단계들을 예증하는 건조물의 유형, 건축적 또는 기술적 총체, 경관의 탁월한 사례여야 한다.

(6) 사건이나 살아있는 전통, 사상이나 신조, 뛰어난 보편성이 탁월한 예술 및 문학 작품과 직접 또는 가시적으로 연관되어야 한다.

UNESCO 등재기준에 비춘 한양도성의 주요 가치는 다음과 같다고 볼 수 있다.

첫째, 서울한양도성은 평양성과 개경도성의 연장선상에서 독창적인 한국식 도성 형식을 갖춘다. 평지성과 산성의 구조가 결합된 포곡식 성곽이며, 그 내부에 궁궐, 종묘, 사직, 행정시설, 시장시설 및 주거지를 포함하고 있는 대규모의 도성유산이다. (2)

둘째, 축조 당시 조선시대 도성 형식의 문루와 성곽의 원형이 잘 남아 있다. 현존하는 세계수도의 성곽유산 중 전체 길이가 18.627km로 규모가 가장 크며, 현재 10.8km의 구간이 원형 또는 복원된 상태로 보존되어 있다. 각 시기별로 축조 형태와 수리기술의 역사적 증거가 기록과 함께 실물과 유적으로 남아있다. (3)

셋째, 한반도의 지형 체계를 고려해 입지가 결정됐다. 내사산의 능선을 따라 석재로 축조된 성곽의 안쪽에 판축층을 조성하는 등 지형과 일체화된 축조 기술을 보여주는 특별한 성곽 유형이다. 성곽은 자연적인 지세를 따라 지형을 잘 활용하면서 축조되었기 때문에, 내사산의 굴곡과 도성의 안팎이 함께 조망되는 뛰어난 역사도시경관을 보여준다. (4)

넷째, 전국 각 지역 백성들의 공역으로 성곽을 축조해, 구간마다 담당 장인의 실명이 새겨져 있다. 조선왕조 오백년 동안 문루와 성곽을 주제로 집필한 문학작품과 도성풍경을 묘사한 회화작품이 많이 남아 있다. (6) 

## 탐방 구간
한양도성의 탐방 구간은 서울특별시의 분류에 따르면 아래의 6구간으로 나뉜다.
| 구간명           | 주요구간 | 거리  | 소요시간      |
| ---------------- | --- | ----- | ------------- |
| 백악구간         | 창의문-창의문 안내소-백악 돌고래 쉼터-백악 쉼터-백악마루-1·21 사태 소나무-청운대-암문-백악 곡성-백악 촛대바위-숙정문-말바위 안내소-우수조망명소-와룡공원-암문-서울과학고등학교-경신고등학교-혜성교회-두산빌라-구 서울시장공관-혜화문                                | 4.7km | 약 3시간      |
| 낙산구간         | 혜화문-한성대입구역 4번출구- 계단-가톨릭대학 뒷길-장수마을-암문-낙산공원 놀이마당-이화마을-한양도성박물관(서울디자인지원센터)-동대문성곽공원-흥인지문 | 2.1km | 약 1시간      |
| 흥인지문구간     | 흥인지문-오간수문 터-이간수문-동대문역사문화공원(옛 동대문운동장 터)-동대문역사관-광희문-백구 컴퓨터 크리닝-천주교 신당동교회-장충체육관 | 1.8km | 약 1시간      |
| 남산(목멱산)구간 | 장충체육관-장충체육관 뒷길(도성 바깥·안쪽 길)-우수조망명소(용산구 방향)-반얀트리클럽&스파서울-국립극장-나무계단길-남산공원 정류장-N서울타워-남산 팔각정-목멱산 봉수대 터-남산 케이블카 승강장-잠두봉 포토아일랜드-남산회현자락 발굴현장-안중근 의사 기념관-백범광장 | 4.2km | 약 3시간      |
| 숭례문구간       | 백범광장-남대문시장-숭례문-남지 터-대한·서울상공회의소-소의문 터-배재학당동관·배재공원-정동교회-이화여자고등학교-돈의문 터 | 1.8km | 약 1시간      |
| 인왕산구간       | 돈의문 터-경교장-월암근린공원-홍파동 홍난파 가옥-편의점(구 옥경이식품)-암문-인왕산 곡성-인왕산 범바위-인왕산 정상-윤동주 시인의 언덕-창의문 | 4km   | 약 2시간 30분 |

### 백악구간

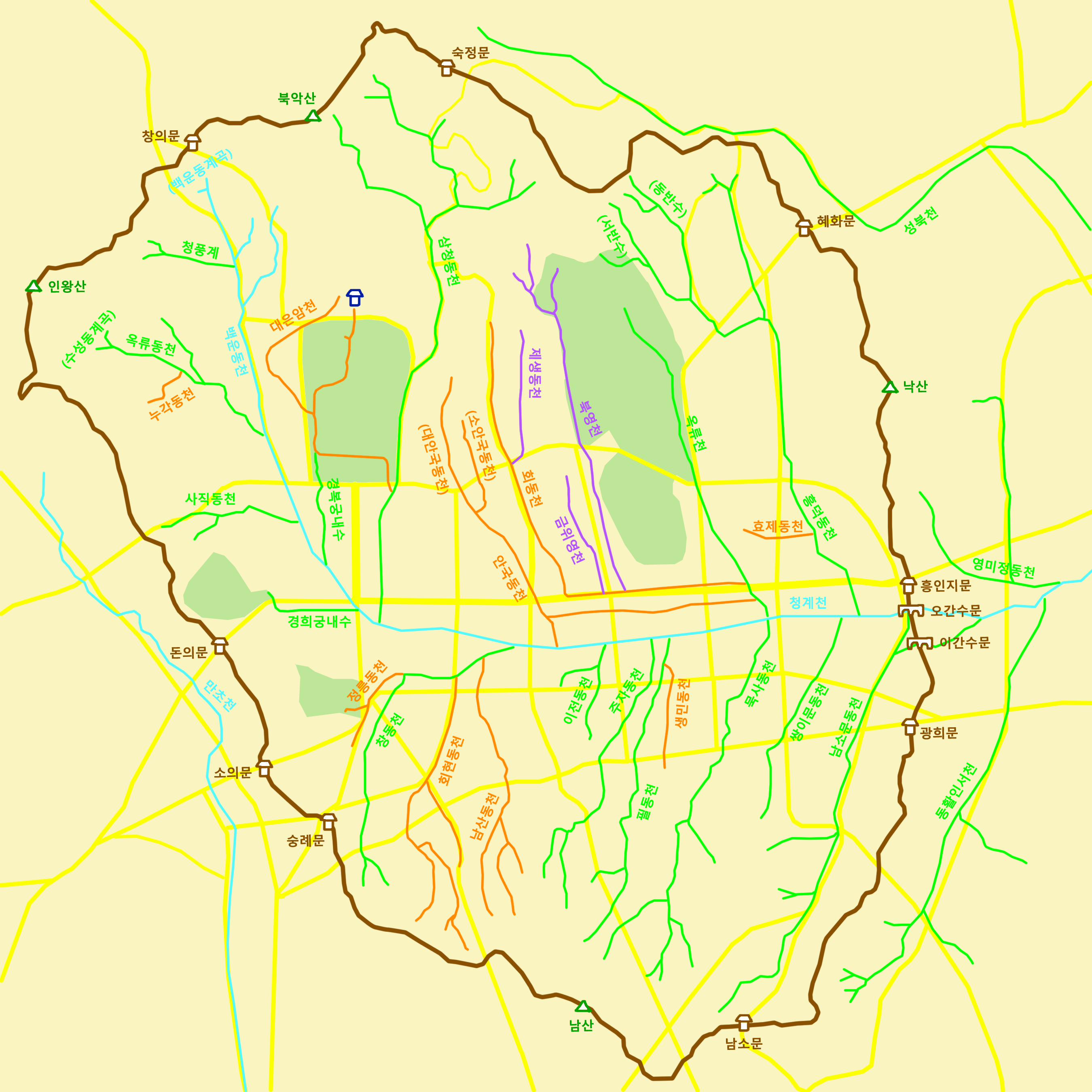
한양도성 지도

창의문부터 와룡공원까지는 1968년 1.21 사태가 일어나며 청와대의 보안을 위하여 일반인의 출입을 통제하였는데, 1993년에는 창의문이 개방되었다. 이후 2006년 4월 1일에는 홍련사에서 촛대바위까지가 개방되었고, 2007년 4월 5일에는 나머지 구간인 촛대바위에서 창의문까지가 공개되었다. 창의문에서 말바위까지 구간은 하절기(3월~10월)에 오전 9시부터 오후 4시까지, 동절기(11월~2월)에 오전 10시부터 오후 3시까지 입장을 제한한다. 이 구간은 지정된 장소에서만 촬영이 가능하며, 신분증 원본을 지참하여야 출입할 수 있다.
창의문에서 숙정문까지 2570m 구간 가운데 일부를 삼청지구로 지정하여 1975년 9월 18일부터 1976년 10월 21일까지 성곽 1994m와 여장 1403m를 해체·복원하였고, 숙정문에서 혜화문까지 1429m의 성곽을 성북지구로 지정하여 1976년 10월 4일부터 1978년 3월 20일까지 보수함과 동시에 일대 건물을 정비하였다. 경신중·고등학교 동쪽 담장의 150m가량은 그 아랫부분이 성곽이다. 혜화로6가길 43의 단독주택 담장 아래에 성곽이 2~3단가량 남아 있는데, 일부분이 성곽의 방향과 일치하지 않아 집을 지을 때 옮겨 쌓은 것으로 보인다. 혜화로6길 72의 단독주택 담장 앞뒤의 계단 쪽으로도 일부 잔존한다. 성곽은 본격적으로 창경궁로35나길 50의 '두산빌라'부터 나타나며, 옛 서울시장 공관 담장은 여장이 소실된 성곽이다.
2024년 7월 장마로 북악산 백악쉼터 인근 성곽 약 30m 구간이 무너져내리는 사고가 발생했다. 국가유산청과 종로구청은 등산객 신고를 받고 탐방로 입구 일대의 출입통제에 들어갔다.

### 낙산구간
2008년 말 경에는 삼선동 일대의 성곽 외벽을 따라 탐방로가 조성되었다. 2011년 1월 11일에는 낙산 북쪽 창경궁로와 연결되는 부분에 7m 고도차를 극복하는 계단을 포함하여 67m 구간이 추가로 개통되었다. 한편, 낙산공원 정상 일대에는 군 시설, 배드민턴장, 노인정이 성곽과 맞대고 있다.
1979년 6월 1일부터 1980년 8월 12일까지 혜화문부터 낙산 정상까지 성곽 1037m와 여장 1033m를 삼선지구로 정하여 복원하였다. 또 낙산 정상에서부터 흥인지문까지 성곽·여장 1051m를 동숭지구로 지정하여, 1980년 9월 30일부터 이듬해 8월 1일까지 543m의 성곽을 보수하였고, 1981년 9월 19일부터 이듬해 6월 16일까지 잔여 구간인 성곽 508m와 여장 520.5m를 복원하며 2개의 암문을 개설하였다.

### 흥인지문구간

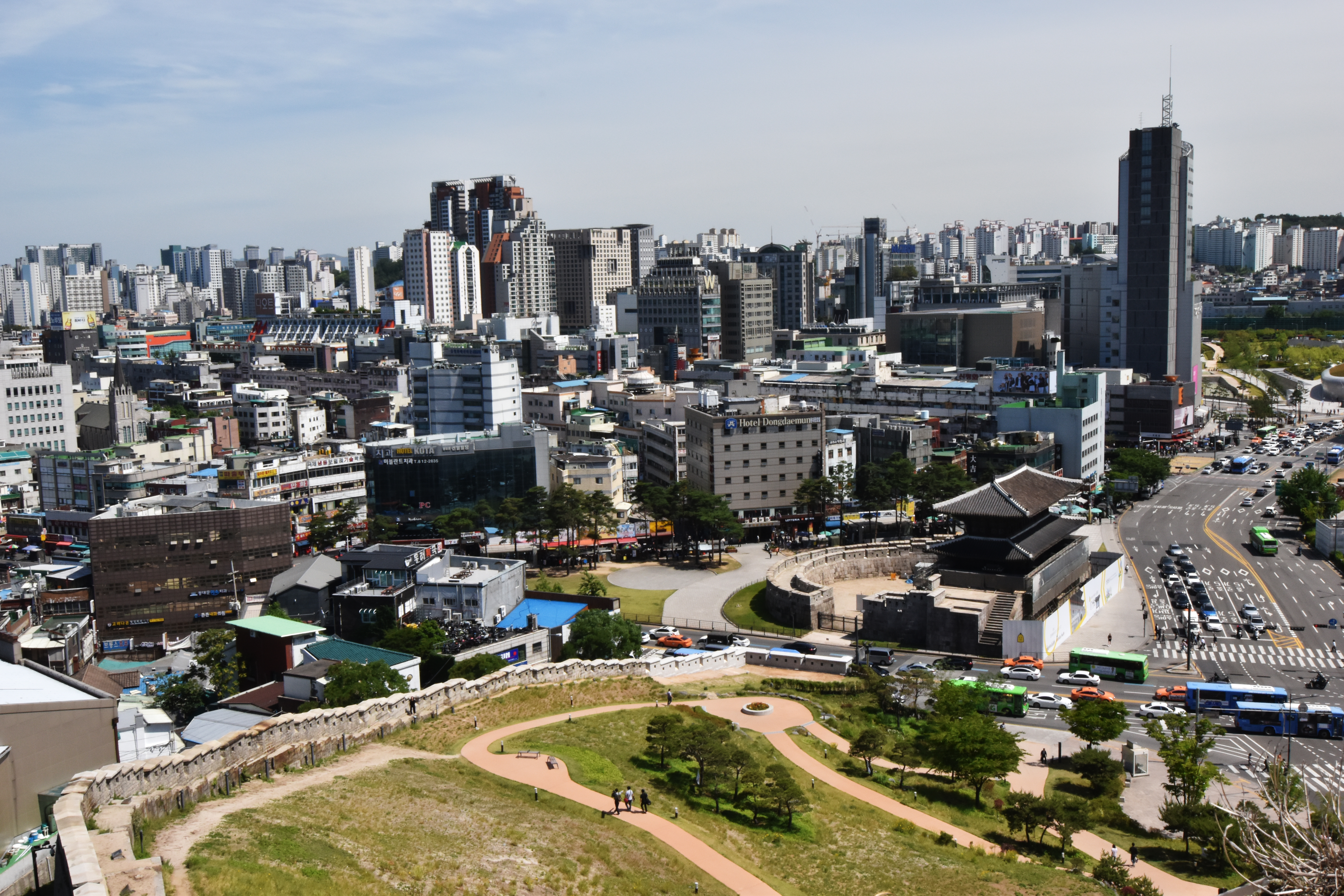
서울 성곽과 흥인지문

오간수문은 기단부가 발굴되었으나 복원되지 않았고, 축소 모형이 오간수교 옆에 만들어져 있다. 2008년 동대문디자인플라자를 짓기 위한 발굴 조사 중에 멸실된 것으로 추정되었던 이간수문과 일대 성곽이 드러났다. 2009년 10월에 이간수문과 치성 1개를 포함하여 발굴된 142ｍ를 복원하고, 멸실된 123ｍ는 돌을 쌓아 성곽임을 드러내 공개하였다. 퇴계로 347의 건물 오른쪽에 성곽 일부가 남아 있다. 광희문 남쪽 성곽은 광희지구로 지정되어 1976년 11월 22일부터 이듬해 2월 28일까지 여장을 복원하였으며, 2004년경 보수 공사가 진행되었다. 장충단로8길 38-15와 장충단로8길 54 사이에는 성곽 일부가 담장으로 쓰인다. 그 외 장충동 일대의 성곽은 대저택 마당 아래에 묻힌 것으로 보인다.
1752년 11월 어영청의 홍봉한이 청계천을 파내고 치성을 축조하자고 건의하였다. 다음달에는 우의정 김상로의 주장에 따라 흥인문과 광희문 사이에 치성 5개를 쌓기로 정하였다. 이듬해 5월 24일에는 치성 축조를 끝마쳐 홍봉한에게 상을 내렸다. 그런데 실제 광희문 북쪽에 위치한 치성은 4개였던 것으로 보인다. 흥인지문 남쪽과 청계천 사이에 1개, 청계천과 DDP 사이에 1개, DDP 안에 1개, 한양공고 자리에 1개가 있었고, 광희문 남쪽에도 1개가 있었다. 이 가운데 청계천 북쪽에 있던 치성은 1907년 오간수문을 헐며 같이 철거되었다.

### 남산(목멱산)구간
2011년 1월 11일에는 신라호텔, 서울클럽(110m), 민주평화통일자문협의처(130m)를 지나는 성곽 안쪽 탐방로 1090m가 개방되었다. 또 반얀트리클럽호텔(옛 타워호텔) 내부 구간에는 성곽이 없으나, 같은 달 말 호텔에서 조성한 450m 구간 탐방로가 열렸다. 타워호텔 쪽의 성곽은 김수근이 설계한 자유센터(현 남산제이그랜하우스)를 건설할 때 건물의 축대로 옮겨 사용하였다.
장충체육관에서 남산 동쪽까지 1053m를 장충지구로 지정하고, 남산 일대 1639m를 남산지구로 지정하여, 1977년 10월 4일부터 1978년 12월 31일까지 성벽과 여장을 복원하였다. 2010년 7월 29일에는 아동광장 부근 84m의 성곽과 본래 지형이 복원되었다. 2012년 6월 9일에는 백범광장 부근 239m의 성곽과 지형이 복원되었다. 2014년 8월에는 189m의 성곽과 내자육백척(柰字六百尺) 각자, 조선신궁 배전의 콘크리트 기초부가 함께 발굴되었다.

### 숭례문구간
대한상공회의소 서쪽 담장은 발굴된 한양도성 주초 바로 위에 2005년 새로 쌓은 도성이지만, 여장이 복원되지 않아 단순한 담장으로 보인다. 복원된 성곽은 세종대로9길 41의 빌딩 담장으로 이어지며, 삼성공제회관에도 복원되지는 않았으나 약간 남아 있다. 성곽은 이화여자고등학교 노천극장의 담장 아래를 지나며, 실제로 이곳에서는 성곽 돌이 일부 보인다. 창덕여자중학교 담장에는 '서대문 성벽의 옛터'라는 표지석 뒤로 성곽이 일부 남아 있으며, 발굴한 결과 소실된 것으로 여겼던 기단부가 나오기도 하였다. 정동길 8의 한성교회 안쪽 아카시아 나무 담장 밑으로 성돌이 보이는데, 이는 성곽의 진행 방향과 완전히 일치하지는 않아 성곽이 헐린 뒤에 옮겨 쌓은 것으로 추정된다.

### 인왕산구간
서울시복지재단 서쪽 담장 아래에 성곽이 여장 없이 남아 있다. 월암근린공원 부근 140m는 복원하여 2011년 10월 2일 개방하였다. 송월1길 44-24 세원빌라부터 송월1길 44-30 홍파빌라까지의 건물 주차장 뒤편으로는 성곽이 보이는데, 이 구간은 주택의 축대로 쓰인다. 인왕산을 오르는 구간은 1.21 사태 이후 통제되었으나, 1993년 민간에 개방하였다.
돈의문 북쪽에서 창의문까지의 1626m 구간을 청운지구로 지정하여, 1977년 12월 26일부터 이듬해 7월 15일까지 203.5m를, 1978년 4월 12일부터 이듬해 6월 30일까지 1242.5m를, 1979년 7월 1일부터 이듬해 4월 30일까지 120m를 복원하였다. 1996년에는 국사당과 치마바위 사이의 56m 구간을, 이듬해에도 같은 위치의 성곽 중 45m를 보수하였다. 2007년 하반기에는 약 300m 구간이, 2008년 12월에는 인왕산 정상 서측의 283m 구간이, 2009년에는 인왕산 동측의 일부가, 2010년 12월에는 범바위 일대 치성 등이 차례로 복원되었다.

## 각자성석
각자성석(刻字城石)은 글자가 새겨진 성곽의 돌을 의미한다. 한양도성은 축성(築城)과 개수 당시 천자문의 글자로 각 지역마다 구간을 나눠 공사하게 하였으며, 그러한 구간 표시를 도성의 돌에 새겨 놓은 것이다.

### 연혁
1395년(태조 4년)에 성을 쌓은 것은 아래와 같다.
| 시작 한자 | 중간 한자                                                                        | 끝 한자 | 시작 구간     | 끝 구간       | 담당 지역 |
| --------- | -------------------------------------------------------------------------------- | ------- | ------------- | ------------- | --------- |
| 天        | 地玄黃宇宙洪荒                                                                   | 日      | 북악산 북서쪽 | 숙정문 부근   | 동북면    |
| 月        | 盈昃辰宿列張                                                                     | 寒      | 숙정문 부근   | 혜화문 부근   | 강원도    |
| 來        | 暑往秋收冬藏閏餘成歲律呂調 陽雲騰致雨露結爲霜金生麗水 玉出崑岡劍號巨闕珠稱夜光果 | 珍      | 혜화문 부근   | 한양공원 부근 | 경상도    |
| 李        | 柰菜重芥薑海鹹河淡鱗潛羽翔                                                       | 龍      | 한양공원 부근 | 경희궁 부근   | 전라도    |
| 師        | 火帝鳥官人皇始制文字乃服衣 裳推位讓國有虞陶唐                                    | 弔      | 경희궁 부근   | 북악산 북서쪽 | 서북면    |

1422년(세종 4년)에 성을 보수할 때에는, 태조 때 설정했던 천자문 구간을, 각 도별로 새로이 나누어 할당하였다. 이때 경기·강원·충청도는 “利川(이천)”과 같이 군현의 이름만을 새겼고, 전라도는 “同福始(동복시)”처럼, 경상도는 “河陽始面(하양시면)”처럼 새겼으며, 평안·황해도는 “龍崗下末熙川上來(용강하말 희천상래)”와 같이 상세히 새겼다. 할당한 내역은 아래와 같다.
| 시작 한자 | 중간 한자                                       | 끝 한자 | 시작 구간             | 끝 구간               | 담당 지역 |
| --------- | ----------------------------------------------- | ------- | --------------------- | --------------------- | --------- |
| 天        | 地玄黃宇宙洪荒日月盈昃                          | 辰      | 숙정문 부근           | 응봉 부근             | 경기도    |
| 宿        | (없음)                                          | 列      | 응봉 부근             | 북관왕묘 부근         | 함길도    |
| 張        | 寒                                              | 來      | 북관왕묘 부근         | 혜화문 부근           | 강원도    |
| 暑        | 往秋收冬藏閏餘成                                | 歲      | 혜화문 부근           | 낙산 정상             | 충청도    |
| 律        | 呂調陽雲騰致雨露結爲霜金生                      | 麗      | 낙산 정상             | 광희문 밖 화장장 부근 | 전라도    |
| 水        | 玉出崑岡劍號巨闕珠稱夜光果 珍李柰菜重芥薑       | 海      | 광희문 밖 화장장 부근 | 한양공원 부근         | 경상도    |
| 鹹        | 河淡鱗潛羽                                      | 翔      | 한양공원 부근         | 돈의문 부근           | 평안도    |
| 龍        | 師火帝鳥官人皇始制文字乃服 衣裳推位讓國有虞陶唐 | 弔      | 돈의문 부근           | 북악산 북서쪽         | 황해도    |

숙종 때와 그 이후에도 성곽의 보수가 이루어졌으며, 이때에는 성곽 보수 담당자의 이름을 중심으로 각자성석이 새겨졌다.

### 현황

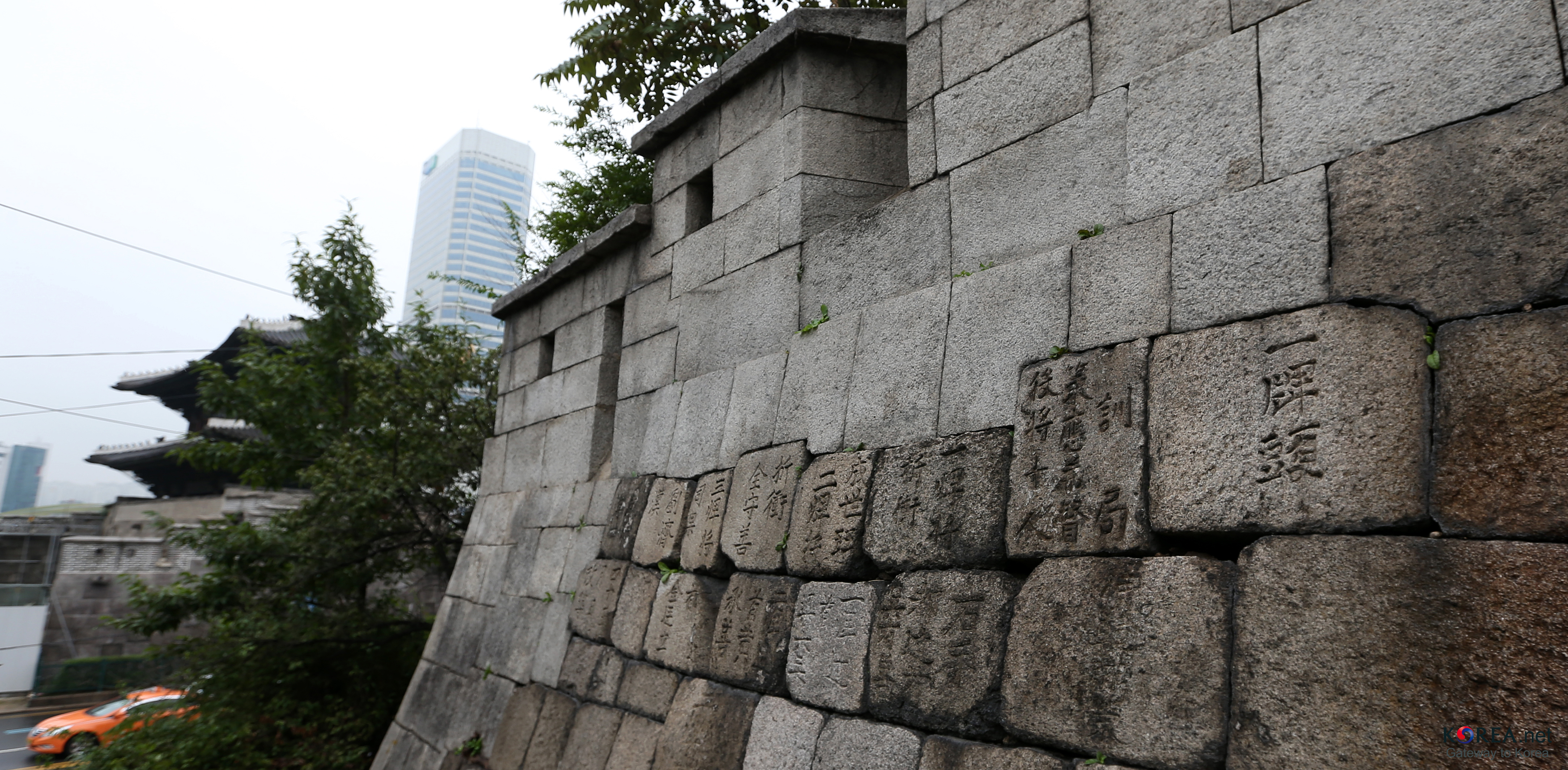
흥인지문 앞 각자성석 (2013년)

백악구간에는 순조 때의 각자성석이 눈에 띈다. 북악산 청운대(靑雲臺, 293m)를 지나는 성곽의 여장에는 ‘가경구년 갑자 십월일 패장 오재민 감관 이동한 변수 용성휘(嘉慶九年 甲子 十月日 牌將 吳再敏 監官 李東翰 邊首 龍聖輝)’라고 새겨진 각자가 있다.
낙산구간에는 흥인지문 앞의 각자성석이 잘 알려져 있다. ‘훈국 책응겸독역장 십인 사 한필영 일패장 절충 성세각 이패장 절충 김수선 삼패장 사과 유제한 석수도변수 오유선 일패변수 양산호 이패변수 황승선 삼패변수 김정립 강희사십오년사월일개축(訓局 策應兼督役將 十人 使 韓弼榮 一牌將 折衝 成世珏 二牌將 折衝 金守善 三牌將 司果 劉濟漢 石手都邊首 吳有善 一牌邊首 梁山昊 二牌邊首 黃承善 三牌邊首 金廷立 康熙四十五年四月日改築)’이라고 흥인지문과 마주본 면에 새겨져 있었다. 이것은 한양도성을 복원하며 성곽 동측면으로 이동하였다가, 2015년 흥인지문 북측 성곽을 복원하며 본래의 위치로 돌아왔다.
남산구간에는 각자성석이 잘 드러나 있다. 장충체육관부터 반얀트리클럽까지 성곽 바깥쪽에서 보이는 각자를 북쪽부터 차례로 나열하면 해진시면(海珍始面), 함안시면(咸安始面), 생자육백척(生字六百尺), 의령시면(宜寧始面), 경산시면(慶山始面), 연일시면(延日始面), 흥해시면(興海始面), 순흥시면(順興始面), 하양시면(河陽始面), 기장시면(機張始面), 울산시면(蔚山始面), 수자육백척(水字六百尺), 예천시면(醴泉始面), 곤자육백척(崑字六百尺), 성주시면(星州始面), 선산시면(善山始面)이다. 성곽 돌로 쌓인 반얀트리클럽 본관 건물 후면 축대에는 검자육백척(劍字六百尺) 각자가, 자유센터 정문 안 축대에는 강자육백척(崗字六百尺) 각자가, 자유센터 담장에는 경주시(慶州始) 각자가 있다. 2014년 8월에는 남산 회현자락에서 내자육백척(柰字六百尺) 각자가 발굴되었다. 남소문 터와 남산 정상 사이에는 ‘도청감관 조정원 오택 윤상후 변수 안중리 기축팔월일기축(都廳監官 趙廷元 吳澤 尹商厚 邊首 安重里 己丑八月日己丑)’, ‘금도청감관 이수지 오유준 석수변수 안중리 경인삼월경인(禁都廳監官 李秀枝 吳有俊 石手邊首 安重里 庚寅三月庚寅)’이라는 각자가 있었다고 하나, 현존 여부는 불확실하다.

## 순성 놀이
조선 시대에는 성곽을 따라 걸으면서 도성 안팎의 풍경을 감상하였는데, 이를 ‘순성’(巡城)이라고 불렀다. 실학자 유득공은 《경도잡지》에서 순성을 “도성을 한 바퀴 빙 돌아서 도성 안팎의 풍경을 구경하는 멋있는 놀이”라고 언급하였고, 그의 아들 유본예(1777~1842)는 《한경지략》에 “봄과 여름이 되면 한양 사람들은 도성을 한 바퀴 돌면서 주변의 경치를 구경했는데 해가 떠서 질 때까지의 시간이 걸린다.”라고 적었다. 1901년 경의선 철로부설을 위해 프랑스에서 초빙된 철도기사 에밀 부르다레 또한 그의 저서에서 “서울의 이 장벽은 하루 만에 한 바퀴를 다 돌 수 있다. 상당히 잘 걷고 산을 잘 타는 사람에게는 아주 흥미로운 산책이 된다. 대단한 구경거리로서 비범한 파노라마가 펼쳐진다. 특히 좋은 계절에 소나무와 꽃이 우거진 남산비탈을 따라갈 때, 흠잡을 데 없이 그림처럼 펼쳐지는 구석구석을 즐길 만하다.”라고 하였다.
현대의 ‘순성놀이’의 이름을 딴 행사는 서울특별시와 시민단체 서울KYC의 주최 하에 2011년 9월 24일 ‘하루에 걷는 600년 서울, 순성놀이’라는 이름으로 다시 시작되었다. 이 행사는 매년 9~10월 실시되고 있다. 또한, 연합뉴스 미디어랩에서 3차원 인터랙티브 순성놀이를 할 수 있다.

## 사진

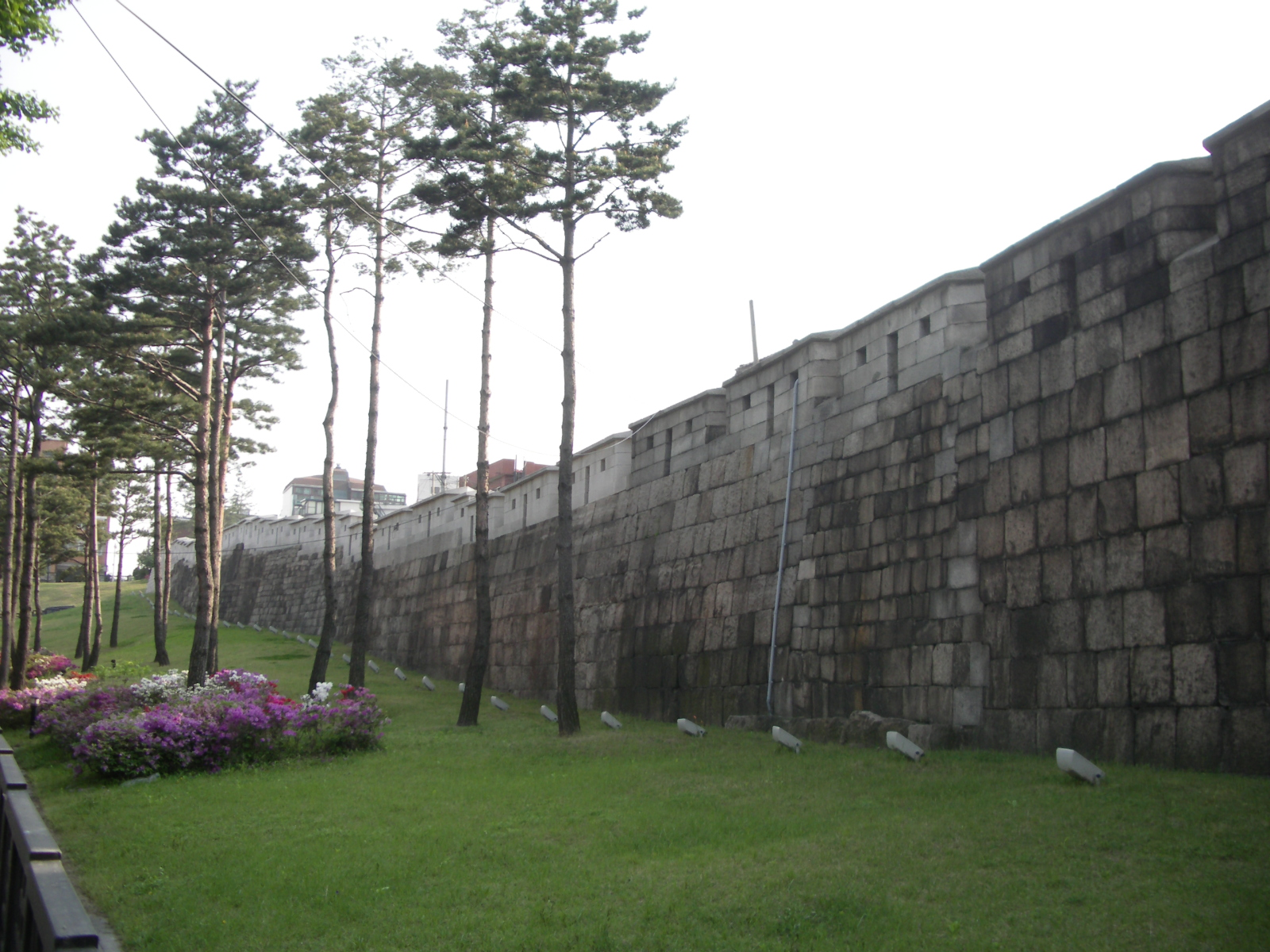
장충동 방면으로 뻗어 있는 한양도성.
광희문.
서울디자인지원센터 근처 한양도성.
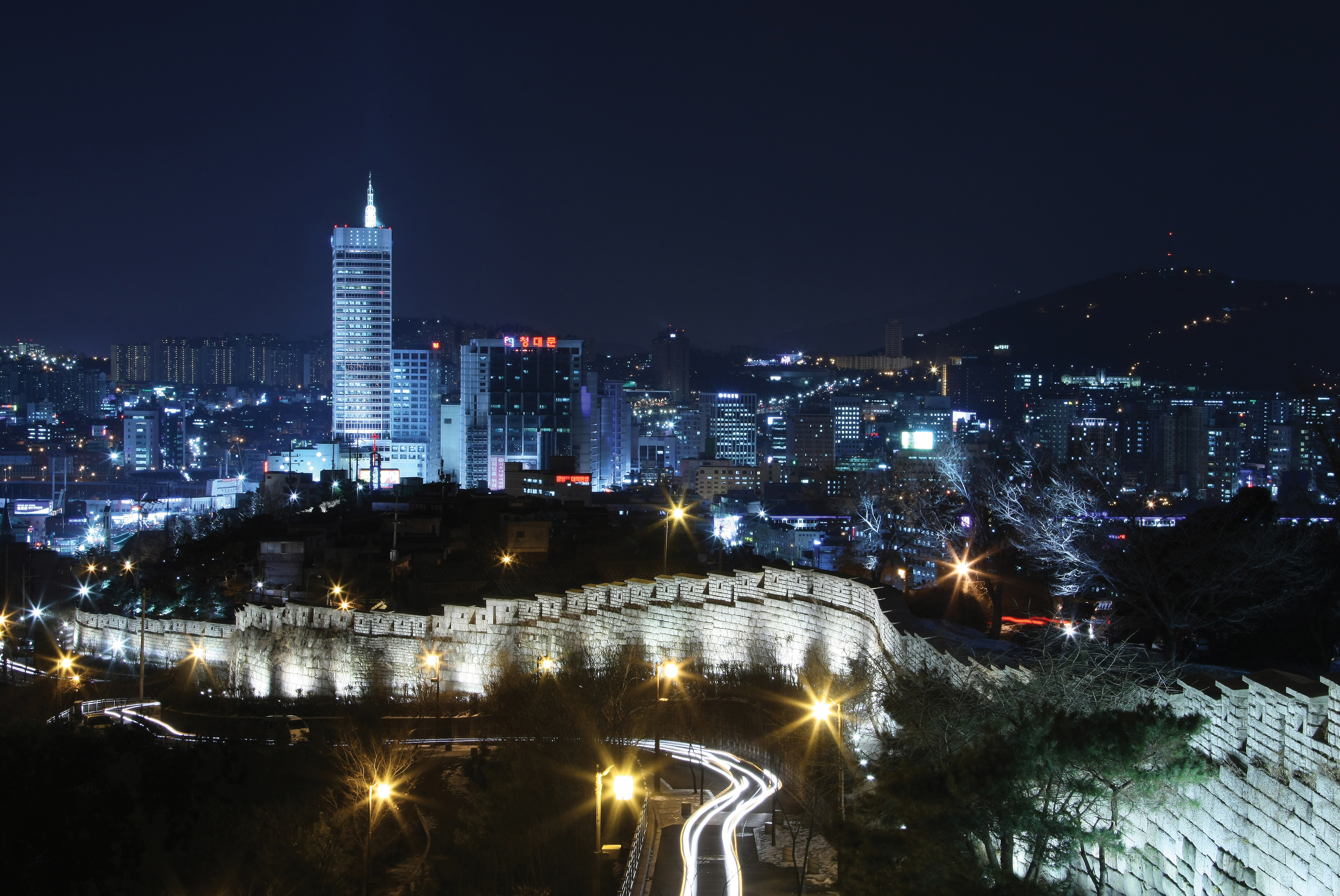
낙산 야경.
낙산 정상으로 뻗어 있는 한양도성.
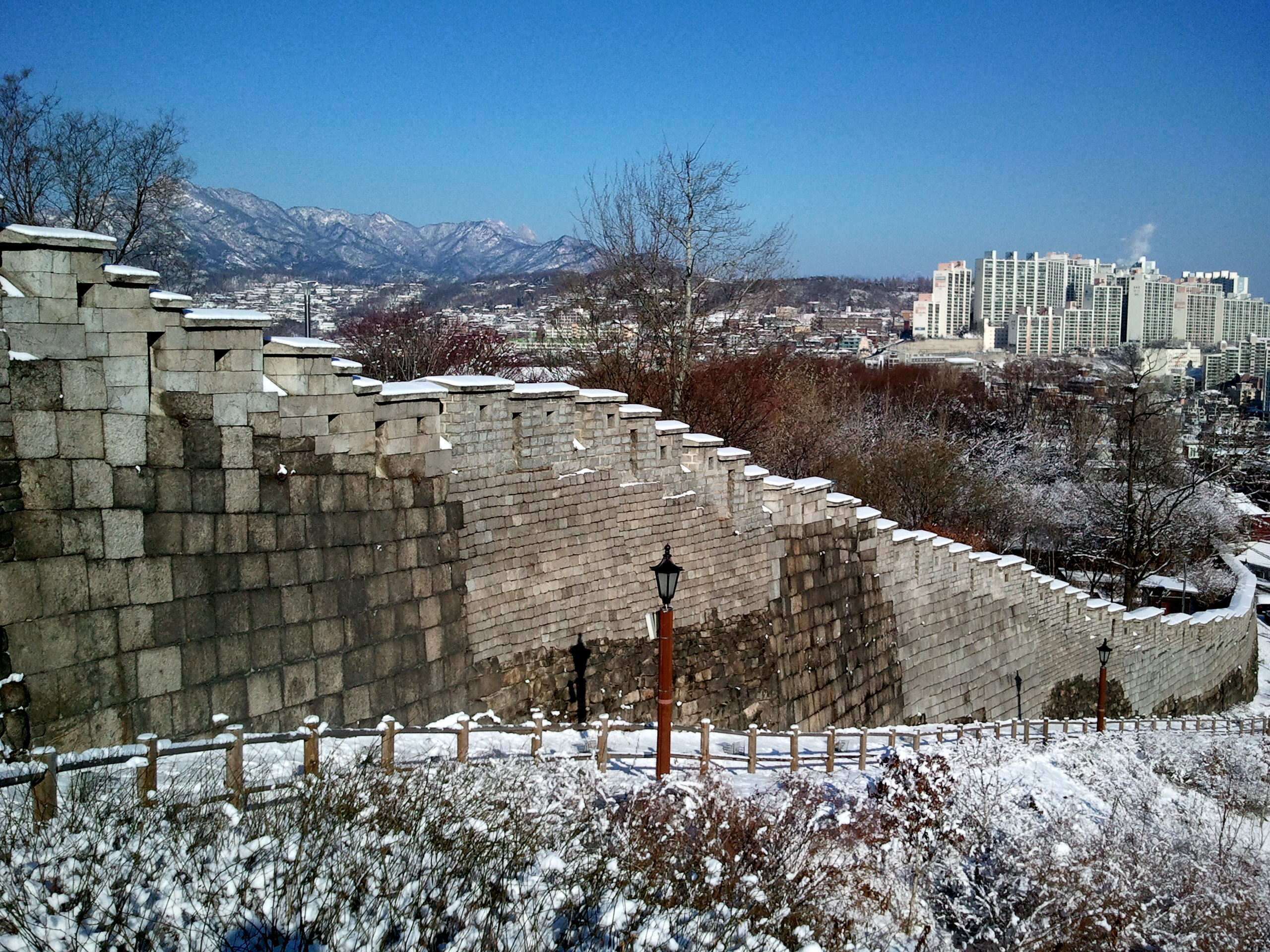
한양도성 설경.
혜화문. 1994년 복원되었다.
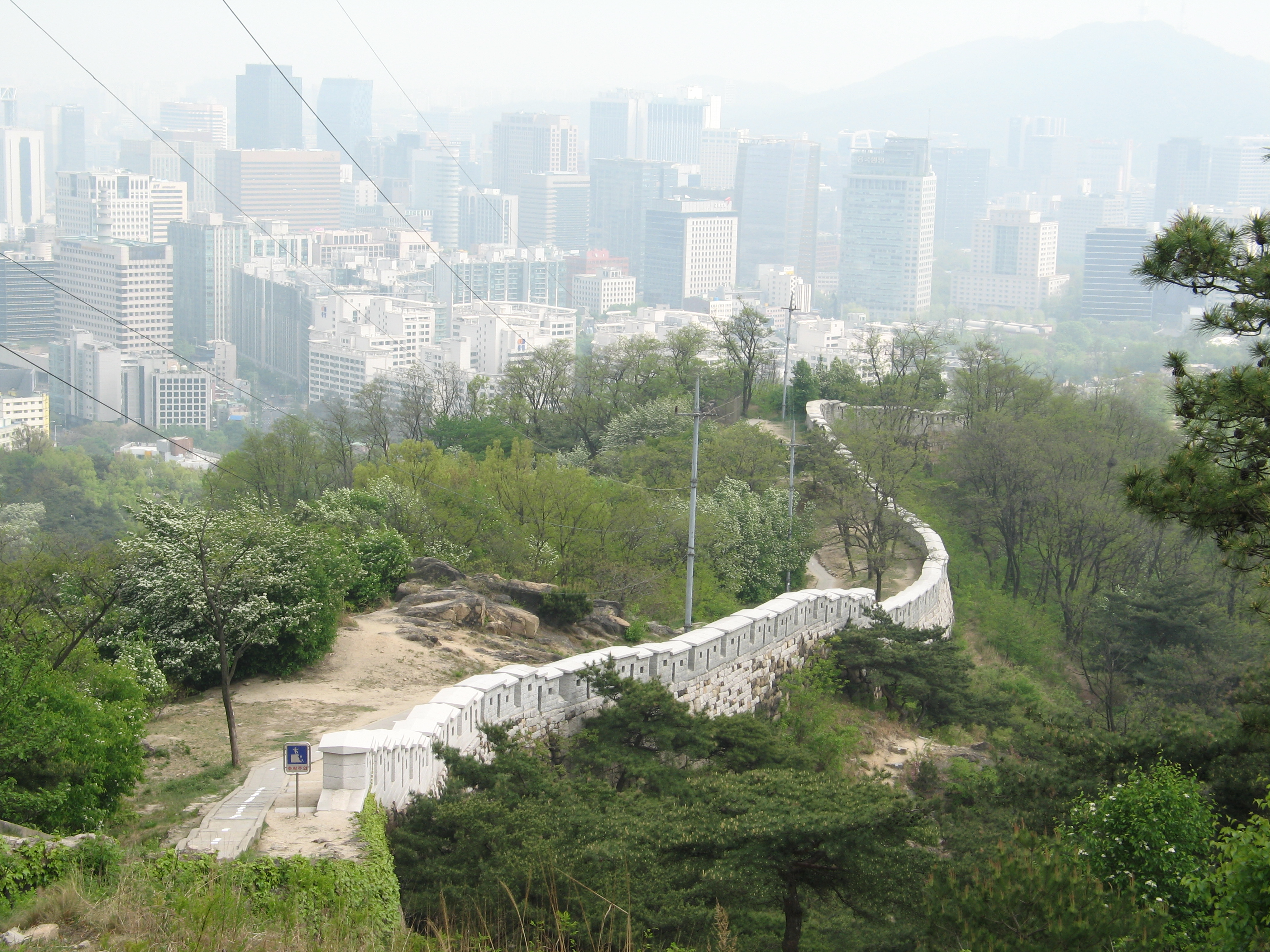
인왕산 일대 한양도성.
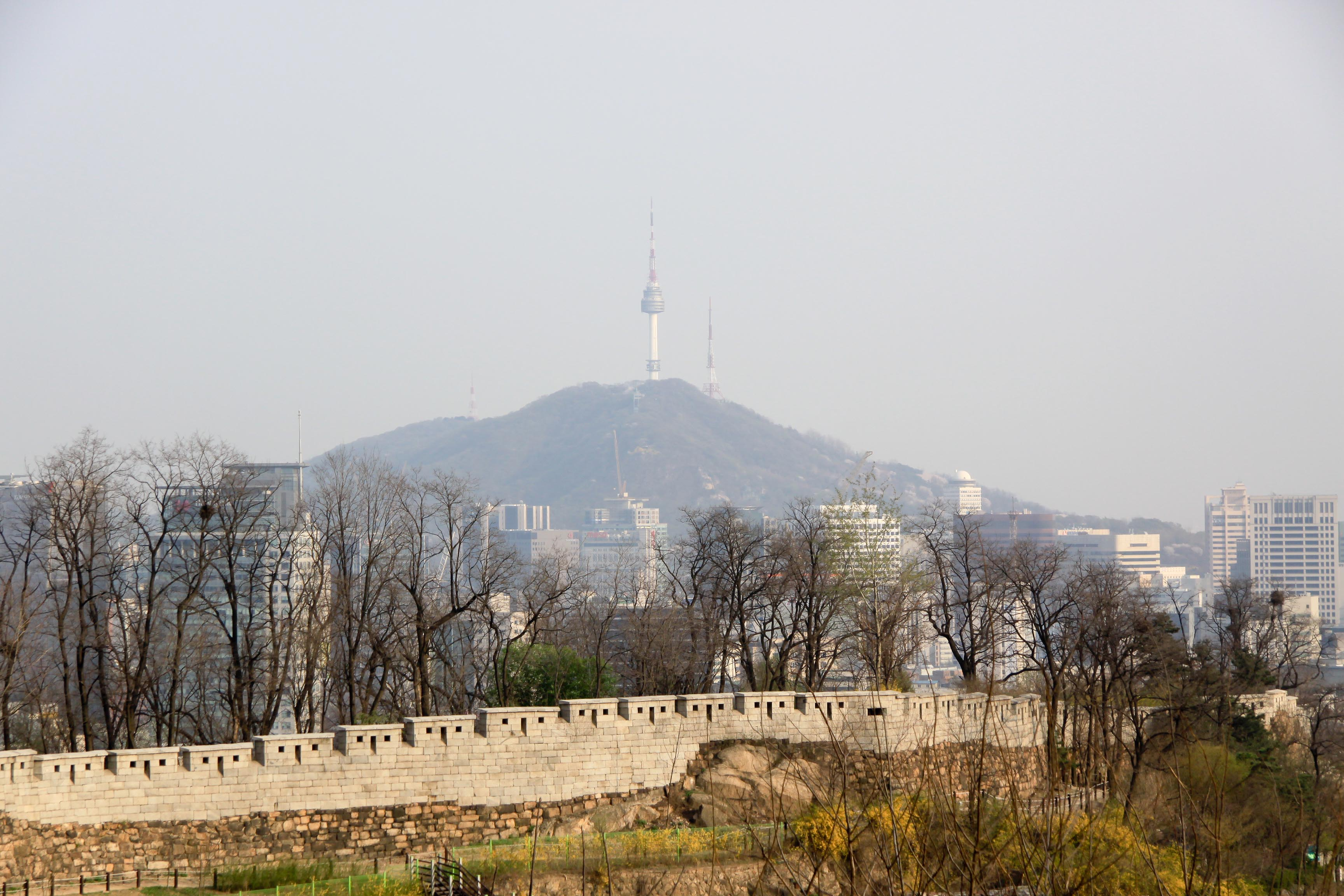
서울 한양도성과 N서울타워

## 같이 보기
- 한성부
- 성저십리
- 서울 도심
- 세계유산 잠정목록
- 세종#토성인 도성의 석성으로 개축
- 정조#순성놀이
- 수원 화성

## 참고 문헌
- 강명관 (2009). 《사라진 서울》. 서울: 푸른역사. ISBN 9788994079066.
- 김도형 (2010). 《순성의 즐거움》. 경기: 효형출판. ISBN 9788958720966.
- 나각순 (2004). 《서울의 성곽》. 서울: 서울특별시사편찬위원회. ISBN 9791160710199.